# Augustus 1999
Dit artikel geeft een chronologisch overzicht van alle belangrijke gebeurtenissen per dag in de maand augustus van het jaar 1999.

## Gebeurtenissen

### 2 augustus
- In de Indische deelstaat West-Bengalen komen 400 mensen om het leven bij een treinongeval.

### 6 augustus
- In Frankrijk wordt het dagrecord van het aantal blikseminslagen verbroken met 75.901 inslagen op een dag.[1]

### 8 augustus
- Russisch president Boris Jeltsin benoemt Vladimir Poetin tot eerste minister.

### 11 augustus
- Totale zonsverduistering boven Europa en Azië.

### 12 augustus
- Het voetbalseizoen in de Eredivisie 1999/00 begint met het duel Sparta Rotterdam-Willem II dat eindigt in een 2-0 overwinning voor de ploeg uit Tilburg door doelpunten van Jatto Ceesay en Dmitri Shoukov.

### 17 augustus
- Een aardbeving met een kracht van 7,4 op de schaal van Richter in Turkije eist meer dan 17.000 mensenlevens. Sommigen linken de aardbeving met het feit dat de umbra van de zonsverduistering van 11 augustus zich recht boven Istanboel bevond.

### 18 augustus
- Het Nederlands voetbalelftal speelt met 0-0 gelijk in een vriendschappelijke wedstrijd in en tegen Denemarken.
- Op de nieuwste FIFA-wereldranglijst bezet Brazilië de eerste plaats, gevolgd door Frankrijk en Tsjechië.

### 28 augustus
- De Oekraïense wielrenner Serhij Hontsjar schrijft in Landgraaf de Ronde van Nederland op zijn naam.

### 30 augustus
- Bij een referendum in Oost-Timor, georganiseerd door de Verenigde Naties, stemt 72% van de bevolking voor onafhankelijkheid.

<< · januari · februari · maart · april · mei · juni · juli · augustus · september · oktober · november · december · >>